# Coleophora amseliella
Coleophora amseliella é uma espécie de mariposa do gênero Coleophora pertencente à família Coleophoridae.